# Andries Severijn

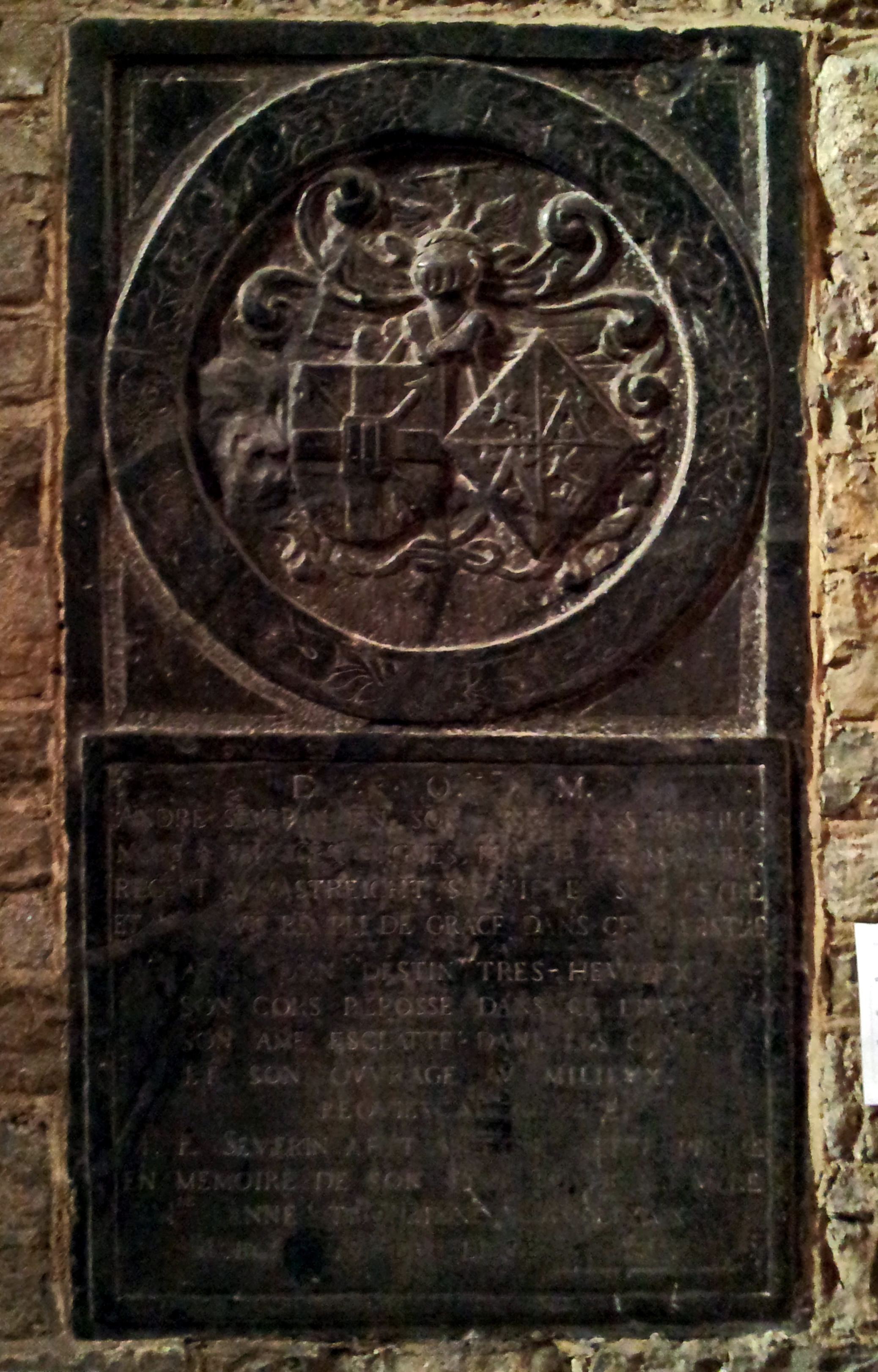
Memoriesteen van Andries Severijn in het westwerk van de Sint-Jacobskerk te Luik

Andries Severijn, ook wel André Séverin genoemd, (Maastricht, ca. 1600 – Luik, 2 mei 1673) was een Nederlands orgelbouwer.
Hij vestigde zich in 1626 als zelfstandig orgelbouwer te Luik. Dr. Maarten Albert Vente roemt hem als de schepper van het Waalse barok-orgel met zowel Franse als Duitse elementen. Hij is begraven onder 'zijn' orgel in het westwerk van de Sint-Jacobskerk te Luik.
Het opschrift van zijn grafsteen vermeldt: “D.O.M. André Séverin en son arte sans pareille, nous a fait ces orgues lún de ses merveilles, receut a mastreicht sa vie et son estre, et m(our)ut rempli de grace dans ce cloistre, 2Maye 1673. Ainsi d’un destin tres heureux, son corps reposse dans ce lieux, so name esclatte dans les cieux, et son ouvrage au milieux. Requieseat in pace. Mr. F. Séverin a fait mettre cette pierre, en memoire de son pere et de sa mere, Mle AnneTourinne Ambedeux, march(an)ts de Liege Ao 1673."

## Belangrijkste Severijn-orgels
- 1625-1650 oorspronkelijk gebouwd voor de Abdij Saint-Laurent te Luik, na 1796 verkocht aan de Sint-Martinuskerk in Cuijk.
- 1652 Onze-Lieve-Vrouwebasiliek in Maastricht
- 1660 Grote of Sint-Martinuskerk in Venlo
- 1669 Sint-Jacobskerk te Luik, een rijk gebeeldhouwd orgel[1]

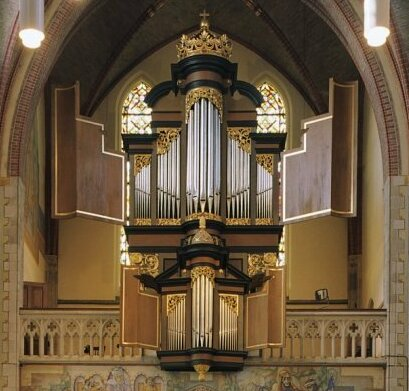
Sint-Martinuskerk, Cuijk
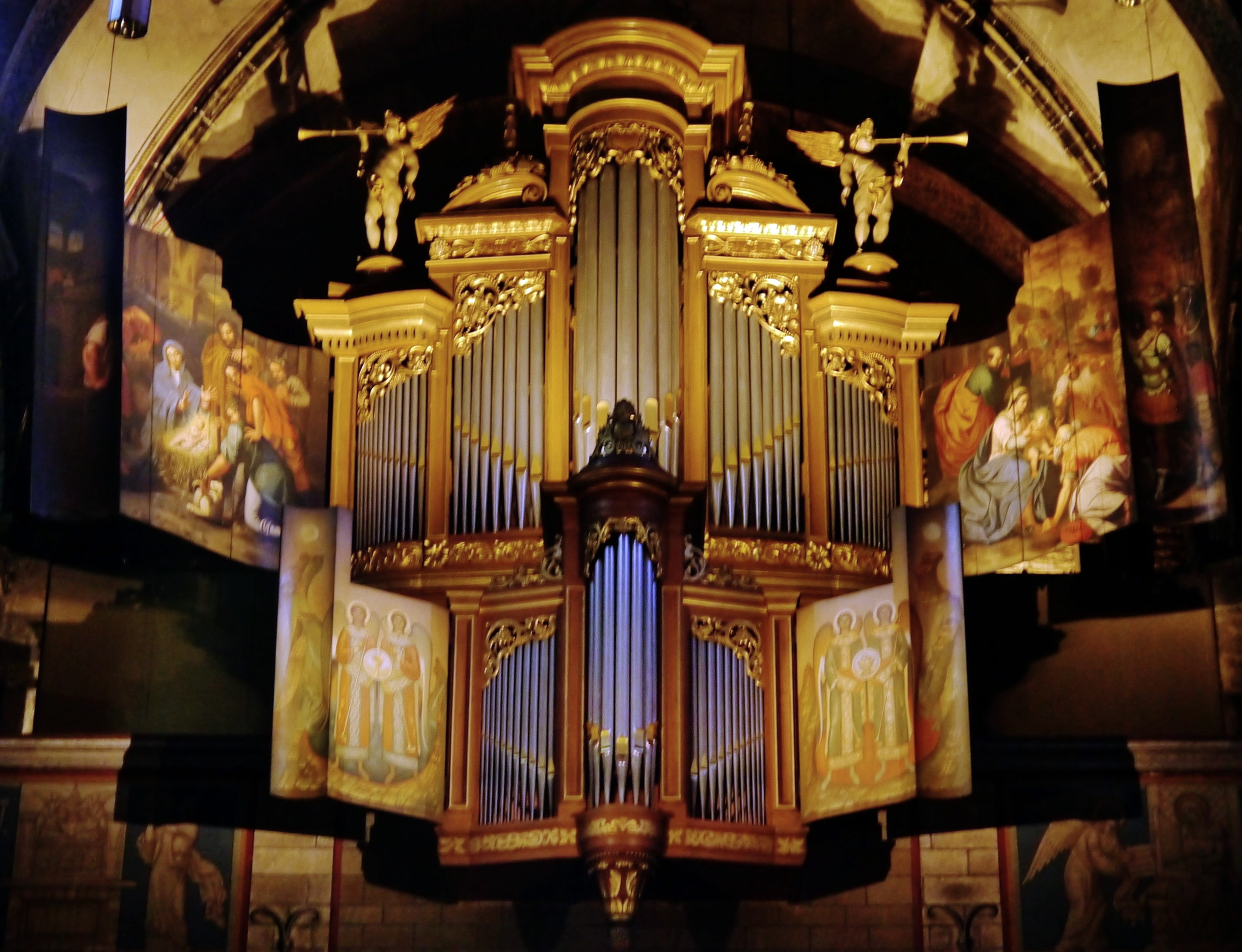
Onze-Lieve-Vrouwebasiliek, Maastricht
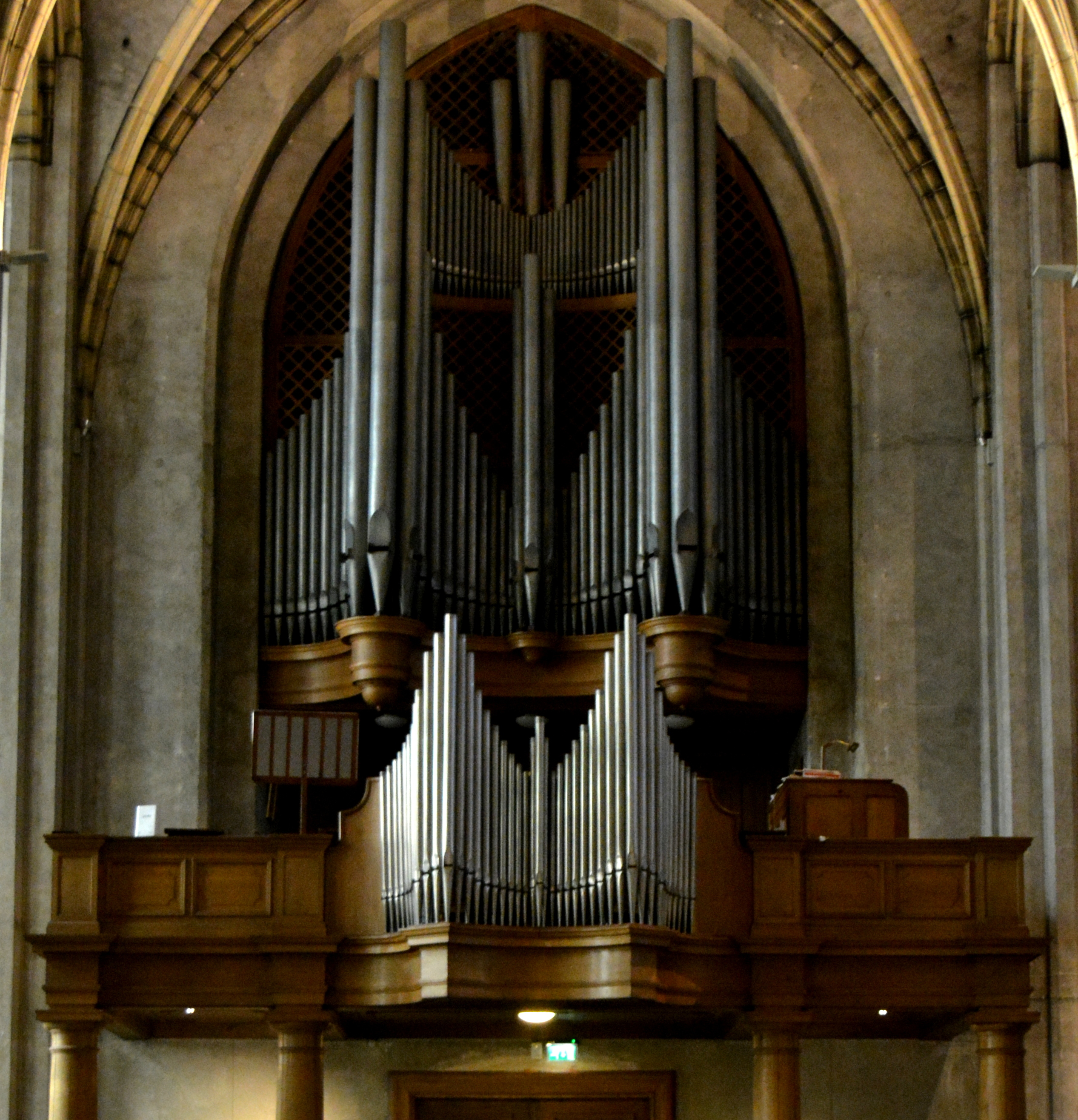
Sint-Martinuskerk, Venlo
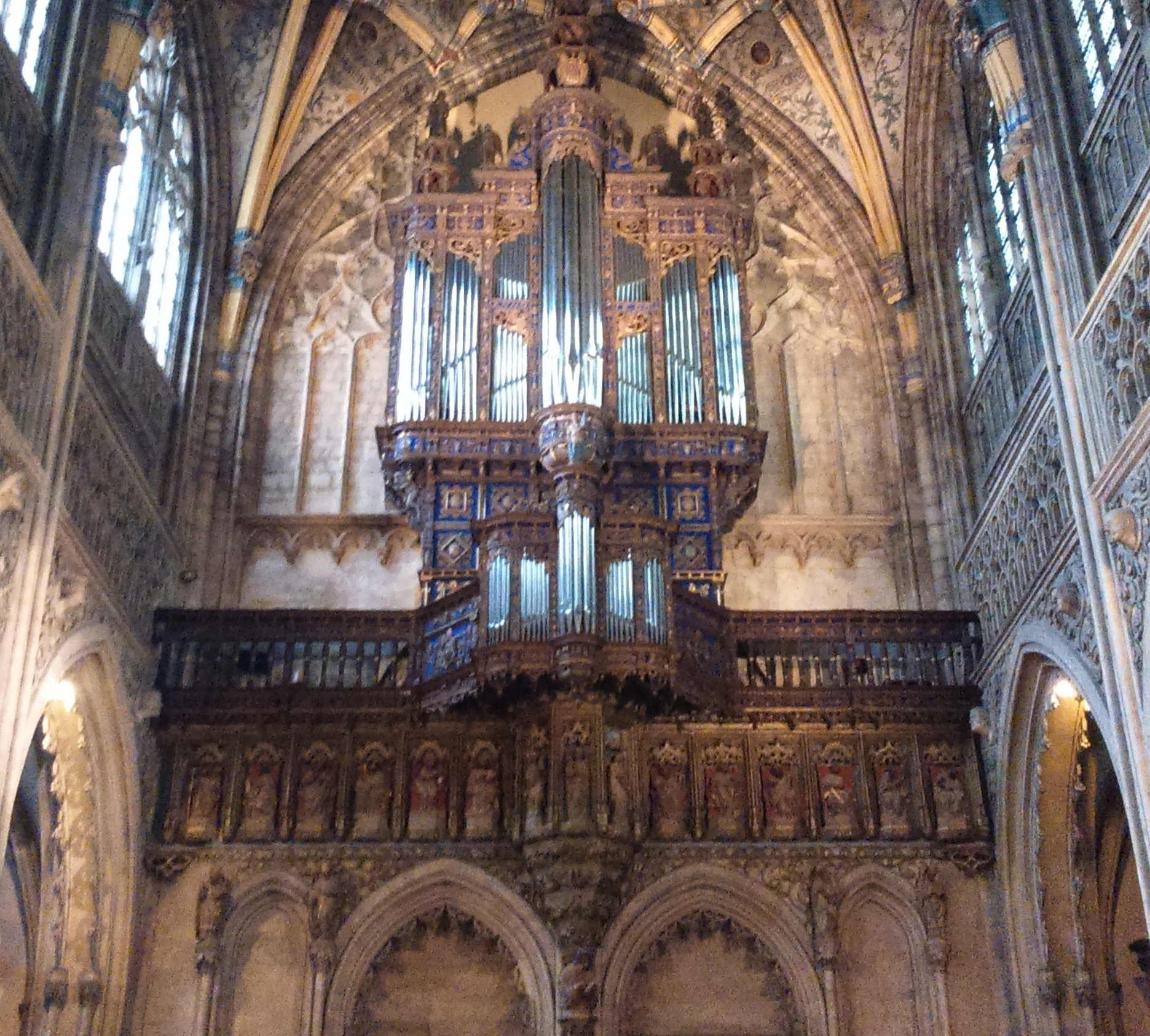
Sint-Jacobskerk, Luik

Van Belle · Berger · Andries-Jacob Berger · Dominique I Berger · Bremser · Corneille Cacheux · De Lannoy · Antoon van Elen · Jacob van Eynde · Jean-Baptiste Forceville · Hans Goltfuss · Jean-Joseph vander Haeghen · Nicolaas van Hagen · Nicolaas Helewout · Familie Niehoff · Willem Hermans · Hooghuys · Langhedul · Egidius Le Blas · Loret (familie) · Christiaan Penceler · Van Peteghem · Guillaume Robustelly · Jean le Royer · Andries Severijn · Theodoor Smet · Hans Suys